# Berggeschworener
Ein Berggeschworener, auch als Geschworner oder Bergschöffe bezeichnet, war früher ein Bediensteter des Bergamtes, dem die Aufsicht der Bergwerke unterstand. Er war ein Helfer des Bergmeisters und hatte Sitz und Stimme im Bergamt. Über die Ergebnisse seiner Befahrungen erstattete er dem Bergmeister Rapport. Ferner war er Beisitzer an einem Berggericht. Im 19. Jahrhundert war die Amtsbezeichnung Berggeschworener der Titel für einen Revierbeamten der preußischen Bergbehörden.

## Voraussetzungen für das Amt
Zum Berggeschworenen wurden meist ältere Bergleute mit einer großen Berufserfahrung aus der Mitte der Knappschaft gewählt. Sie standen sowohl bei der Knappschaft, als auch bei den Gewerken in großem Ansehen. Sie nahmen gelegentlich auch an Befahrungen in fremden Gruben teil. Damit ein Bergmann zum Berggeschworenen bestellt werden konnte, musste er bestimmte Voraussetzungen erfüllen. So musste er die nötigen bergmännischen Fähigkeiten und Kenntnisse besitzen und auch über Kenntnisse des Rechnungswesens verfügen. Er musste Arbeiten einschätzen können, damit er zusammen mit dem zuständigen Steiger das Gedinge für die Bergleute festlegen konnte. Weitere Voraussetzungen waren Redlichkeit und Verantwortungsbewusstsein.

## Aufgaben
Zu den Aufgaben der Berggeschworenen gehörte die regelmäßige Befahrung der Schächte, Stollen und Strecken der Gruben in dem ihm anvertrauten Revier, welches jeder Berggeschworene halbjährlich wechselte. Diese Befahrungen führte der Berggeschworene auf jeder Ausbeutezeche dreimal und auf den Zubußezechen zweimal pro Quartal durch. Dabei kontrollierte er den Zustand der Gruben auf sicherheitliche Mängel. Hierbei musste er auch darauf achten, dass weder die Steiger noch die einfachen Bergleute gegen die geltenden Vorschriften verstießen oder sich sicherheitswidrig verhielten. Des Weiteren kontrollierte er auch bei seinen Befahrungen, ob die Hauer die vorgeschriebene Schichtzeit einhielten und nicht zu früh ihren Arbeitsplatz verließen. Bei Verstößen ermahnte er die betreffenden Leute zunächst und falls er mit seinen Ermahnungen keine gewünschte Wirkung erzielte, meldete er die betreffenden Bergleute an den Bergmeister. Auch die Menge und die Qualität der angeschafften Materialien kontrollierte er und überprüfte, ob die entstandenen Kosten vom Schichtmeister ordnungsgemäß eingetragen waren. In manchen Regionen beaufsichtigten er ferner die Steinkohle- und Erzgruben sowie die Pingen. Von seinen Befahrungen erstellte der Berggeschworene einen Fahrbogen, den er beim Bergamt abgab. Alle diese Dienste versahen die Berggeschworenen ehrenamtlich. Bestenfalls erhielten sie für ihren Dienst eine kleine Entschädigung.

## Bekannte Berggeschworene
- Carl Amandus Kühn war Berggeschworener in Annaberg.
- Karl Gottfried Baldauf war Berggeschworener in Schneeberg.